# プテリアの戦い
プテリアの戦い（古代ギリシア語: Πτερία）紀元前547年に、キュロス大王のペルシャ軍とクロイソスのリュディア軍の間で戦われた戦闘である。決定的な勝敗のつかぬまま両軍はその大きな犠牲に苛まれた。

## 背景

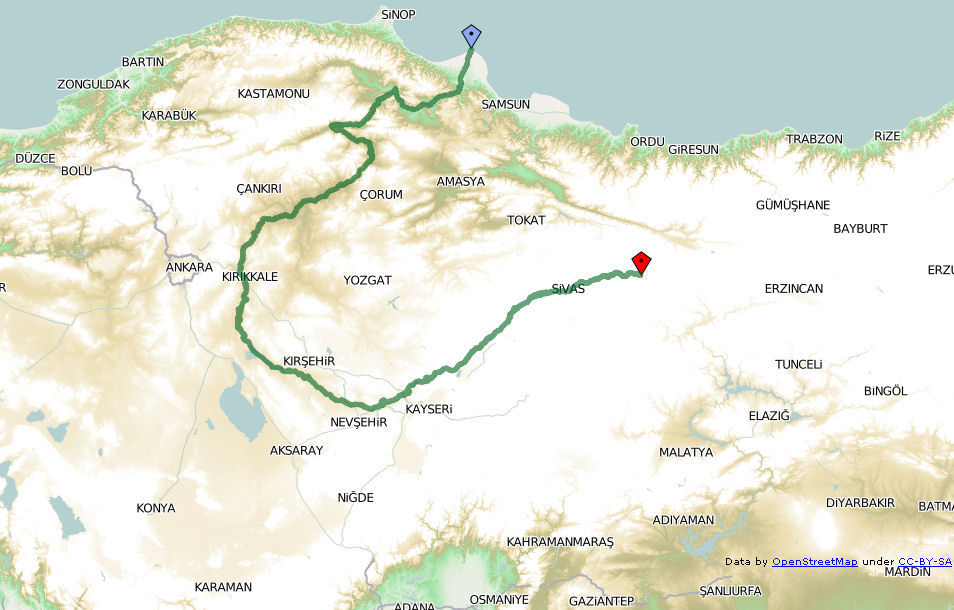
ハリュス（クズルウルマク）川の流域地図。

キュロスによるの突然の蜂起（ペルシア反乱）、そしてそれによる長年の宿敵たりしメディアの滅亡（紀元前550年）を聞知したクロイソスは、このことを版図の東方拡大のために利用せんと考え、カルデア（当時の王はナボニドゥス）、エジプト（第26王朝、当時の王はイアフメス2世）やスパルタを初めとするギリシアの諸都市国家と同盟を結んだ。クロイソスは侵攻に先立ち、デルファイの神託に助言を求めたとされ、信託は「クロイソス王がハリュス川（現クズルウルマク川）を渡れば、（キュロスの）大帝国が滅びるだろう」と示唆したという。
クロイソスはこの言葉を好意的に受け止め、戦争を開始することにしたが、皮肉にも最終的にはキュロスのでなく自分の帝国を滅ぼすことになる。クロイソスはカッパドキアの侵略を劈頭に遠征を開始、信託の通りハリュスを渡河し、当時一帯の中心地で要塞として機能していたプテリアを占領した。プテリアの住民は奴隷にされたという。
これを受け、キュロスはリディアの侵攻を食い止めるべく軍を進めた。そしてメソポタミア北部を勢力下に加え、途中アルメニア、カッパドキア、キリキアの自発的な降伏を受け入れた。なお、クロイソスがアケメネス朝攻撃を決意したのにはメディアとその運命を共にした義兄弟のアステュアゲスの弔い合戦をするためであったとする説もある。

## 戦い
両軍は陥落した都市の近辺で相見えた。激しい戦いは日暮れまで続いたものと思われるが、終始決着はつかなかったようである。両軍ともかなりの死傷者を出し、その後、数で劣るクロイソスはハリュス川を渡って撤退した。クロイソスの撤退は、冬を利用して作戦を中断し、同盟国であるバビロニア、エジプト、就中スパルタからの援軍の到着を待つという戦略的な決定であった。 

## その後
しかし冬が到来しても、キュロスはリュディアの都サルディスへの進軍を継続した。クロイソスの軍勢が離散したことで、リディアはキュロスの予期せぬ冬の遠征の矢面に立たされることとなり、キュロスは幾許ならずしてクロイソスを追ってサルディスへ戻ることになった。この直後、12月にテュンブラの戦いが発生、これにキュロスが大勝利を収めたことでリュディアの滅亡が決定的となった。